# Краснодонский (Багаевский район)
Краснодо́нский — хутор в Багаевском районе Ростовской области.
Входит в состав Багаевского сельского поселения.

## География
Расположен в 10 км (по дорогам) южнее станицы Багаевской. С южной стороны хутора проходит трасса Ростов-Семикаракорск-Волгодонск.

## Население
| 1989 | 2002 | 2010 |
| ---- | ---- | ---- |
| 152  | ↗231 | ↘190 |

## Улицы
- пер. Малый,
- ул. Октябрьская,
- ул. Первомайская,
- ул. Победы,
- ул. Пролетарская,
- ул. Свободы,
- ул. Социалистическая.